# Француска на Летњим олимпијским играма 1900.
Француска је по други пут у својој историји учествовала на олимпијским играма. Ове игре су оодржане 1900. године у Паризу (Француска). Француски спортисти су се такмичили у 81 дисциплини и 19 спортских грана. Репрезентацију Француске је заступало 720 спортиста, од којих је било 12 жена.
На овим играма француски спортисти су освојили 101 медаљу а од тога 26 златних, 41 сребрних и 34 бронзане медаље. По укупном броју освојених медаља Француска је била на првом месту.
На овим играма се за прво место дедељивала сребрна медаља а за друго бронзана. Златне медаље нису биле додељиване.

## Освајачи медаља
| Медаље | Такмичар                                                                                               | Спорт              | Дисциплина                               |
| ------ | --- | ------------------ | ---------------------------------------- |
|        | Гастон Омуат                                                                                           | Крокет             | Једна кугла појединачно                  |
|        | Мишел Теато                                                                                            | Атлетика           | Маратон за мушкарце                      |
|        | Албер Аја                                                                                              | Мачевање           | Мач професионалне тренере                |
|        | Албер Аја                                                                                              | Мачевање           | Мач аматери—професионални тренери        |
|        | Роже де Барбарен                                                                                       | Стрељаштво         | Трап за мушкарце                         |
|        | Луј Бастјен                                                                                            | Бициклизам         | 25 km за мушкарце                        |
|        | Ерман Бареле                                                                                           | Веслање            | Скиф за мушкарце                         |
|        | Емил Кост                                                                                              | Мачевање           | Флорет                                   |
|        | Жорж де ла Фалез                                                                                       | Мачевање           | Сабља                                    |
|        | Доминик Гардер                                                                                         | Јахање             | Скок увис                                |
|        | Пјер Жерве                                                                                             | Једрење            | 0-½ тоне                                 |
|        | Emile Grumiaux                                                                                         | Стреличарство      | Sur la Perche à la Pyramide              |
|        | Henri Hérouin                                                                                          | Стреличарство      | Златна врата 50 m                        |
|        | Морис Лару                                                                                             | Стрељаштво         | Пиштољ брза паљба за мушкарце            |
|        | Лисјен Марињак                                                                                         | Мачевање           | Флорет                                   |
|        | Ежен Мужин                                                                                             | Стреличарство      | Бројаница 50 m                           |
|        | Ашил Парош                                                                                             | Стрељаштво         | ВК пушка лежећи став 300 м               |
|        | Емил Сакр                                                                                              | Једрење            | 0-½ тоне друга трка                      |
|        | Гистав Сандра                                                                                          | Гимнастика         | Вишебој појединачно                      |
|        | Жорж Теландје                                                                                          | Бициклизам         | 2.000 m спринт                           |
|        | Шарл Вандевил                                                                                          | Пливање            | 60 m роњење                              |
|        | Кретјен Вајделич                                                                                       | Крокет             | Појединачно, 2 кугле                     |
|        | Гастон Омуат Georges Johin                                                                             | Крокет             | Парови                                   |
|        | Емил Билард P. Perquer                                                                                 | Једрење            | 10-20 тона                               |
|        | Cercle de l'Aviron Roubaix                                                                             | Веслање            | Четверац са кормиларом                   |
|        | Спортска заједница атлетичара                                                                          | Рагби јунион       | Рагби јунион турнир                      |
|        | Ноел Бас                                                                                               | Гимнастика         | Вишебој појединачно                      |
|        | Емил Буњо                                                                                              | Мачевање           | мач за професионалне тренере             |
|        | Емил Шампион                                                                                           | Атлетика           | Маратон за мушкарце                      |
|        | Jean Decazes                                                                                           | Једрење            | 10-20 тона                               |
|        | Анри Делож                                                                                             | Атлетика           | 1.500 m за мушкарце                      |
|        | Андре Годен                                                                                            | Веслање            | Скиф за мушкарце                         |
|        | Рене Гијо                                                                                              | Стрељаштво         | Трап за мушкарце                         |
|        | Henri Helle                                                                                            | Стреличарство      | Бројаница 50 m                           |
|        | Лојд Хилдебранд                                                                                        | Бициклизам         | 25 km за мушкарце                        |
|        | Georges Johin                                                                                          | Крокет             | Појединачно, 1 кугла                     |
|        | Алфонс Киршхофер                                                                                       | Мачевање           | Флорет                                   |
|        | Анри Масон                                                                                             | Мачевање           | Флорет                                   |
|        | Леон Моро                                                                                              | Стрељаштво         | Пиштољ брза паљба за мушкарце            |
|        | Ашил Парош                                                                                             | Стрељаштво         | Пиштољ слободног избора 50 м појединачно |
|        | Луј Пере                                                                                               | Мачевање           | Мач                                      |
|        | Елен Прево                                                                                             | Тенис              | Жене појединачно                         |
|        | Фернан Сан                                                                                             | Бициклизам         | 2.000 m спринт                           |
|        | Auguste Serrurier                                                                                      | Стреличарство      | Sur la Perche à la Herse                 |
|        | Auguste Serrurier                                                                                      | Стреличарство      | Sur la Perche à la Pyramide              |
|        | Андре Сикс                                                                                             | Пливање            | 60 m роњење                              |
|        | Анри Тозен                                                                                             | Атлетика           | 400 м препоне за мушкарце                |
|        | Victor Thibaud                                                                                         | Стреличарство      | Златна врата 33 m                        |
|        | Victor Thibaud                                                                                         | Стреличарство      | Бројаница 33 m                           |
|        | Леон Тијебо                                                                                            | Мачевање           | Сабља                                    |
|        | Морис Вињеро                                                                                           | Крокет             | Појединачно, 2 кугле                     |
|        | Анри Делож Жак Шастаније Андре Кастане Мишел Шампод Гастон Рагено                                      | Атлетика           | 5.000 м екипно за мушкарце               |
|        | Морис Диркети Ечегарај                                                                                 | Пелота             | Парови                                   |
|        | Louis Duffoy Maurice Lecoq Леон Моро Achille Paroche Трините                                           | Стрељаштво         | Пиштољ слободног избора 50 m екипно      |
|        | Raymond Basset Jean Collas Charles Gondouin Joseph Roffo Emile Sarrade Constantin Henriquez de Zubiera | Надвлачење конопца | Мушки тимови                             |
|        | Jean Charcot Robert Linzeler                                                                           | Једрење            | 0-½ тоне прва трка                       |
|        | Jean Charcot Robert Linzeler                                                                           | Једрење            | 0-½ тоне друга трка                      |
|        | Jacques Baudrier Jean le Bret F. Marcotte William Martin Jules Valton                                  | Једрење            | ½-1 тоне прва трка                       |
|        | Auguste Albert Duval Charles Hugo F. Vilamitjana                                                       | Једрење            | 1-2 тоне прва трка                       |
|        | Doucet Godinet Mialaret Susse                                                                          | Једрење            | 2-3 тоне прва трка                       |
|        | Doucet Godinet Mialaret Susse                                                                          | Једрење            | 2-3 тоне друга трка                      |
|        | A. Dubos J. Dubos Maurice Gufflet Robert Gufflet Charly Guiraist                                       | Једрење            | 3-10 тона друга трка                     |
|        | УСФСА XI                                                                                               | Фудбал             | Фудбал мушкарци                          |
|        | Club Nautique de Lyon                                                                                  | Веслање            | Четверац са кормиларом                   |
|        | ФАЦУ                                                                                                   | Крикет             | 2-дана 12-чланова                        |
|        | Société Nautique de la Marne                                                                           | Веслање            | Двојац са кормиларом                     |
|        | Tritons Lillois                                                                                        | Пливање            | 200 m екипно                             |
|        | Max Décugis Basil Spalding de Garmendia (САД)                                                          | Тенис              | Мушки парови                             |
|        | Елен Прево Харолд Махони (УК)                                                                          | Тенис              | Мешовити парови                          |
|        | Ежен Балм                                                                                              | Стрељаштво         | Пиштољ брза паљба за мушкарце            |
|        | de Bellegarde                                                                                          | Јахање             | Скок удаљ                                |
|        | Марсел Жак Буланже                                                                                     | Мачевање           | Флорет                                   |
|        | Louis de Champsavin                                                                                    | Јахање             | Препреке                                 |
|        | Жак Шастаније                                                                                          | Атлетика           | 2.500 м препреке за мушкарце             |
|        | Жистинијен де Клари                                                                                    | Стрељаштво         | Трап за мушкарце                         |
|        | Огист Домен                                                                                            | Бициклизам         | 25 km за мушкарце                        |
|        | Лисјен Демане                                                                                          | Гимнастика         | Вишебој појединачно                      |
|        | Auguste Donny                                                                                          | Једрење            | 2-3 тоне друга трка                      |
|        | Pierre Gervais                                                                                         | Једрење            | 0-½ тоне друга трка                      |
|        | Henri Helle                                                                                            | Стреличарство      | Златна врата 50 m                        |
|        | Анри Лоран                                                                                             | Мачевање           | Мач                                      |
|        | Луј Мартен                                                                                             | Пливање            | 4.000 m слободно                         |
|        | Émile Mercier                                                                                          | Стреличарство      | Бројаница 50 m                           |
|        | Жан-Батист Мимијаги                                                                                    | Мачевање           | Флорет                                   |
|        | Шарл Фредерик Петит                                                                                    | Стреличарство      | Златна врата 33 m                        |
|        | Шарл Фредерик Петитt                                                                                   | Стреличарство      | Бројаница 33 m                           |
|        | Жак Сотеро                                                                                             | Крокет             | Појединачно, 2 кугле                     |
|        | Леон Се                                                                                                | Мачевање           | Мач                                      |
|        | Леон Се                                                                                                | Мачевање           | Мач                                      |
|        | Емил Торшбеф                                                                                           | Атлетика           | Скок удаљ из места                       |
|        | Кретјен Вајделич                                                                                       | Крокет             | Појединачно, 1 кугла                     |
|        | Огист Кавадини Морис Лекок Леон Моро Ашил Парош Рене Тома                                              | Стрељаштво         | ВК пушка тростав 300 м екипно            |
|        | Андре Прево Georges de la Chapelle                                                                     | Тенис              | Мушки парови                             |
|        | Анри Монт Léon Tellier Gaston Cailleux                                                                 | Једрење            | 0-½ тоне прва трка                       |
|        | Marcel Meran E. Michelet F. Michelet                                                                   | Једрење            | ½-1 тоне прва трка                       |
|        | Jacques Baudrier Lucien Baudrier Dubosq Edouard Mantois                                                | Једрење            | ½-1 тоне друга трка                      |
|        | Auguste Albert Duval Charles Hugo F. Vilamitjana                                                       | Једрење            | 1-2 тоне друга трка                      |
|        | De Cottignon Emile Jean-Fontaine Ferdinand Schlatter                                                   | Једрење            | 2-3 тоне прва трка                       |
|        | E. Michelet F. Michelet                                                                                | Једрење            | Отворена класа                           |
|        | Rowing Club Castillon                                                                                  | Веслање            | Двојац са кормиларом                     |
|        | Pupilles de Neptune de Lille                                                                           | Пливање            | 200 m екипно                             |
|        | „Pupilles de Neptune”                                                                                  | Ватерполо          | Турнир - мушки                           |
|        | „Libellule de Paris”                                                                                   | Ватерполо          | Турнир - мушки                           |